# Onthophagus cynomysi
Onthophagus cynomysi là một loài bọ cánh cứng trong họ Bọ hung (Scarabaeidae).